# Kisangani
Pour les articles homonymes, voir Kisangani (homonymie).
Kisangani (anciennement Stanleyville ou Stanleystad de 1883 à 1966) est une ville de la république démocratique du Congo en Afrique centrale. Chef-lieu de la province de la Tshopo dans le Nord-Est de la république démocratique du Congo, elle est la cinquième aire urbaine du pays avec une population estimée en 2021 à 1 356 640 habitants.
Située au centre de la forêt du bassin du Congo, à la confluence des rivières Lindi, Tshopo et du fleuve Congo dont elle occupe les deux rives malgré l'absence de ponts, Kisangani bénéficie du deuxième port intérieur de la république démocratique du Congo dont elle assure la connexion avec un arrière-pays via quatre routes nationales.
La pauvreté demeure particulièrement élevée, un rapport d'ONU-Habitat de 2014 indiquant un PIB en parité de pouvoir d'achat par habitant de 282 dollars, le tiers de la valeur nationale de cette même année estimée à 849,8 dollars selon la Banque mondiale.
En 2000, la ville fut en grande partie détruite durant la guerre des six jours avec de 7 000 à 10 000 obus tirés.
Depuis la fin de la guerre, entre 2000 et 2022, la population de l'aire urbaine de Kisangani fut multipliée  par 2,3, passant de 586 000 à 1 366 000 habitants. Toutefois, la défaillance de la centrale hydroélectrique du barrage de la Tshopo en 2021, privant d'électricité les habitants durant 4 mois et provoquant la colère d'une partie de la population, démontre les difficultés encore actuelles de la ville dans sa capacité à assurer aux populations l'accès à des services élémentaires.

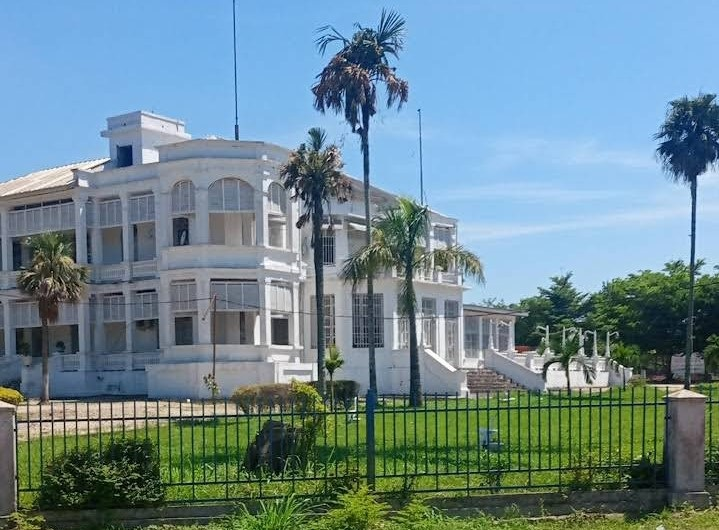
Bâtiment administratif de la mairie de Kisangani.

## Histoire

### Période coloniale
Les origines de la ville remontent à la fondation d'un poste militaire en 1877 par l'explorateur britannique Henry Morton Stanley sur une île du fleuve Congo à proximité du site actuel.
En décembre 1883 est fondée Falls Station (la « station des chutes ») devenue ensuite Stanley Falls puis Stanleyville.
Henry Morton Stanley charge l'ingénieur écossais Adrien Binnie d'établir des relations commerciales avec les indigènes et de représenter l'État Indépendant du Congo, nom du royaume privé revendiqué par le roi des Belges Léopold II.
Peu après, des esclavagistes originaires de Zanzibar, généralement appelés à tort « Arabes » par les Européens de l'époque (en fait il s'agit de bantous swahilis islamisés), atteignent les chutes Stanley. Les relations entre les représentants de l'État indépendant du Congo et ces esclavagistes « arabes » se dégradent et la station est abandonnée à la suite des affrontements de 1887[réf. souhaitée].
En 1888, l'État indépendant du Congo (EIC) rétablit une souveraineté en nommant Tippo Tip, l'un des principaux esclavagistes de Zanzibar, comme gouverneur (Wali) du district des chutes Stanley.
De 1890 à 1893, le neveu de Tippo Tip, Rachid bin Mohammed, occupe cette fonction. Stanley Falls dispose alors d'une garnison dirigée par Haneuse (1888-1889) puis Tobback (1889-1893).
L'État indépendant du Congo conquit définitivement la ville au cours de la guerre contre les Arabo-Swahilis en juin 1892.

### Depuis l'indépendance
En 1961, Antoine Gizenga prit la tête d'un gouvernement sécessionniste, de celui de Kinshasa à Stanleyville.
En 1964, la ville fut occupée par les guerriers Simbas qui prirent la population en otage et assassinèrent dix prêtres missionnaires de la Congrégation des Prêtres du Sacré-Cœur de Saint-Quentin (15 prêtres de la même congrégation furent assassinés à Wamba). Stanleyville fut reprise au cours de l'opération Dragon rouge menée par le 1er régiment paracommando de l'armée belge après l'échec d'une tentative de négociation menée par le ministre belge des Affaires étrangères, Paul-Henri Spaak.
En 1966, Stanleyville est renommée Kisangani .
En mars 1997 dans le cadre de la Première guerre du Congo, la ville est le théâtre d'une victoire de l'AFDL pro-Kabila, soutenue par le Rwanda, sur les forces zaïroises pro-Mobutu.
En 1999, Kisangani fut le théâtre des premiers échanges de tirs entre l'Ouganda et le Rwanda (épisode dit de la guerre de 3 jours, du 15 au 17 août 1999), consécutifs à la fin de la coalition anti-gouvernementale du Rassemblement Congolais pour la Démocratie (RCD) en deux factions basées à Kisangani et Goma. Les combats concernaient également les mines de diamants situées à proximité de la ville. De nombreux viols, massacres et crimes de guerre y furent perpétrés entre 1996 et 2003 par les troupes des généraux rebelles du RCD, essentiellement le général Nkunda Batware.

### Guerre de six jours
Dans la matinée du 5 juin 2000 éclatait un conflit à l'arme lourde entre les forces rwandaises et ougandaises. Cette guerre qui dura 6 jours, soit du 5 au 11 juin 2000 fera plus de 1000 morts .
Cette ville, qui est située au Nord-Est de la République Démocratique du Congo était le théâtre d'affrontements meurtriers entre les armées Rwandaise et Ougandaise avec comme objectif de contrôler les richesses de cette région.
D'après le codonateur ad intérim  de Fonds spécial de réparation et d'indemnisation des victimes des activités armées de l'Ouganda en RDC, Chançard BOLUKOLA a annoncé que chaque victime  va toucher au minimum 2 000 USD pour dédommager les victimes.

En cette même occasion, le chef de l'Etat son excellence président de la République a remis aux mains de son excellence monseigneur l'évêque auxiliaire du diocèse de Kisangani la somme de 2 500 000 USD victime  de la dite guerre. 

### En 2015 Kisangani devient le chef-lieu de la province de la Tshopo
Fin février 2015, la promulgation de la « loi sur le découpage territorial » fit de Kisangani le chef-lieu de la nouvelle province de la Tshopo issu de l'ancien district du même nom.

## Environnement

### Géographie
La ville est située en aval des Chutes Boyoma entre le fleuve Congo et la rivière Tshopo, au coeur de la forêt du bassin du Congo. La fin des chutes Boyoma marque le changement de toponyme du fleuve Lualaba en fleuve Congo.
La capitale Kinshasa située au sud-ouest est distante de 1 724 km par voie fluviale, représentant 86 heures de navigation pour un navire circulant à 20 km/h en descente sur le fleuve Congo.
La ville bénéficie du deuxième port intérieur après la capitale Kinshasa.
Kisangani en elle-même est divisée en six communes toutes de la rive droite du fleuve Congo à l'exception de Lubunga, la traversée ne se faisant que par bateau.

### Température
L'amplitude thermique faible de Kisangani est caractéristique d'un climat tropical. La saison chaude s'étend de janvier à mars lorsque les températures moyennes sont supérieures à 30 °C. Les mois de juillet à novembre correspondent à la période la plus froide avec une température moyenne inférieure à 22 °C.
| Mois                              | jan. | fév. | mars | avril | mai  | juin | jui. | août | sep. | oct. | nov. | déc. |
| --------------------------------- | ---- | ---- | ---- | ----- | ---- | ---- | ---- | ---- | ---- | ---- | ---- | ---- |
| Température minimale moyenne (°C) | 22,4 | 22,8 | 22,7 | 22,6  | 22,6 | 22,1 | 21,7 | 21,7 | 21,8 | 21,9 | 21,9 | 22,1 |
| Température moyenne (°C)          | 25,9 | 26,4 | 25,9 | 25,4  | 25,2 | 24,9 | 24,7 | 24,4 | 24,5 | 24,5 | 24,5 | 25   |
| Température maximale moyenne (°C) | 30,9 | 31,5 | 30,6 | 29,7  | 29,4 | 29,1 | 29,1 | 28,7 | 28,8 | 28,8 | 28,6 | 29,5 |
| Ensoleillement (h)                | 8    | 8,1  | 7,4  | 6,4   | 5,9  | 6,3  | 6,6  | 6    | 6    | 5,8  | 5,5  | 6,7  |
| Précipitations (mm)               | 74   | 98   | 165  | 163   | 130  | 101  | 102  | 146  | 170  | 193  | 187  | 117  |
| Humidité relative (%)             | 79   | 80   | 85   | 88    | 89   | 88   | 86   | 89   | 89   | 89   | 89   | 86   |

### Pluie
Afin montrer  la variation au cours des mois et non pas seulement les totaux mensuels, on peut  montrer que l'accumulation de pluie au cours d'une période glissante de 31 jours centrée sur chaque jour de l'année. La ville de Kisangani connaît des variations saisonnières extrêmes pour ce qui concerne les précipitations de pluie mensuelles.
Les Chutes de pluie au cours de l'année à la ville de  Kisangani. On peut voir que la plus grande accumulation de pluie a lieu au cours des 31 jours qui sont centrés aux alentours du 25 octobre, avec une accumulation totale moyenne de 167 millimètres.
La plus petite accumulation de pluie se fait aux alentours du 16 janvier, pour  une accumulation totale moyenne de 54 millimètres.

### Soleil
Au cours de l'année la longueur du jour à Kisangani ne varie pas beaucoup, car ça reste  que 9 minutes de 12 heures tout au long de l'année. En 2019, le jour le plus court était le 22 décembre, avec 12 heures et 6 minutes de jour ; le jour le plus long était le 21 juin, avec 12 heures et 9 minutes de jour.
Le lever de soleil le plus tôt se fait  à 05:59 le 2 novembre et le lever de soleil le plus tardif se fait à 31 minutes plus tard à 06:30 le 12 février. Le coucher de soleil le plus tôt était lieu à 18:05 le 3 novembre et le coucher de soleil le plus tardif s'était fait à 31 minutes plus tard à 18:36 le 12 février.

### Humidité
Le niveau de confort concernant  l'humidité de la ville est sur le point de rosée, car il détermine si la transpiration s'évaporera de la peau, ce qui cause alors  un rafraîchissement de l'organisme. Les points de rosée plus bas sont ressentis comme un environnement plus sec et les points de rosée plus haut comme un environnement plus humide. Contrairement à la température, qui peut varier généralement entre le jour et la nuit, les points de rosée varient plus lentement. Ainsi, bien que la température qui peut chuter la nuit, une journée avec une humidité  lourde est généralement suivie d'une nuit ayant une humidité lourde.
Le niveau d'humidité perçu à la ville de Kisangani, qui est  mesuré par le pourcentage de temps durant lequel le niveau d'humidité est lourd, oppressant ou étouffant, cependant il  ne varie pas beaucoup au cours de l'année, car il se maintenant à 3 % de 97 %.

## Administration

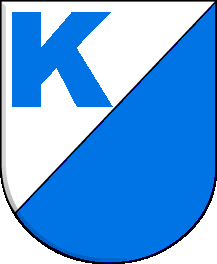
Armories de la ville de Kisangani.

Chef-lieu provincial de 377 107 électeurs enrôlés pour les élections de 2018, elle a le statut de ville constituée de six communes urbaines dont 5 de moins de 80 000 électeurs:
- Kabondo, (66 995 électeurs, 7 conseillers municipaux)
- Kisangani, (44 206 électeurs, 7 conseillers municipaux)
- Lubunga, (53 686 électeurs, 7 conseillers municipaux)
- Makiso, (82 507 électeurs, 9 conseillers municipaux)
- Mangobo, (68 508 électeurs, 7 conseillers municipaux)
- Tshopo, (61 205 électeurs, 7 conseillers municipaux)

La ville de Kisangani est dirigée par un maire de la ville assisté par un adjoint. Elle est divisée en six communes qui sont dirigées par un bourgmestre titulaire et son adjoint. Les six communes de la ville de Kisangani sont : Kisangani, Kabondo, Lubunga, Tshopo, Mangobo, Makiso. Elle comprend en plus de ces six communes une entité périurbaine nommée Lubuya-bera.
Kisangani est également le siège de plusieurs bureaux administratifs (divisions, directions, etc.) qui dépendent du pouvoir central.

## Politique
À partir de 2006, le Parti du peuple pour la reconstruction et la démocratie et le Mouvement social pour le renouveau (partis de la majorité) ont pris la direction de la ville et de la province avec Médard Autsai Asenga au gouvernorat, Philippe Masikini à l'assemblée provinciale et Osumaka à la mairie.
Pour la législature 2011-2016 la ville fut représentée à l'assemblée nationale par les députés Awenze Makiaba, Apaka Tombila, Basango Makedju, Simene wa Simene et Daruwezi Mokombe.

## Culture
L'alliance franco-congolaise dispose d'une bibliothèque et de la seule salle de spectacle de la ville (à part l'espace Ngoma situé non loin de l'ancien Athénée royal belge).
Fondés par Faustin Linyekula, les studios Kabako accompagnent depuis 2006 des artistes de la ville, de la formation à la production et diffusion, dans les domaines de la danse, du théâtre, de la musique et du cinéma. Kisangani est une ville productrice d'artistes bien connus en RDC, avec notamment des personnalités telle que Koffi Olomide, Abeti Masikini, ou même les noms de la nouvelle génération parmi lesquels on peut citer Alesh qui a gagné le prix découverte de la rfi en 2021 ou Zickry Casiodoro qui a gagné le prix de l'artiste le plus acheté pour le disque Troto en novembre 2021.

## Religion
La ville de Kisangani  compte plusieurs religions qui permettent aux Boyomais de disposer de lieux de cultes, dont :  catholique, protestant et musulman, ainsi que des églises de réveil.

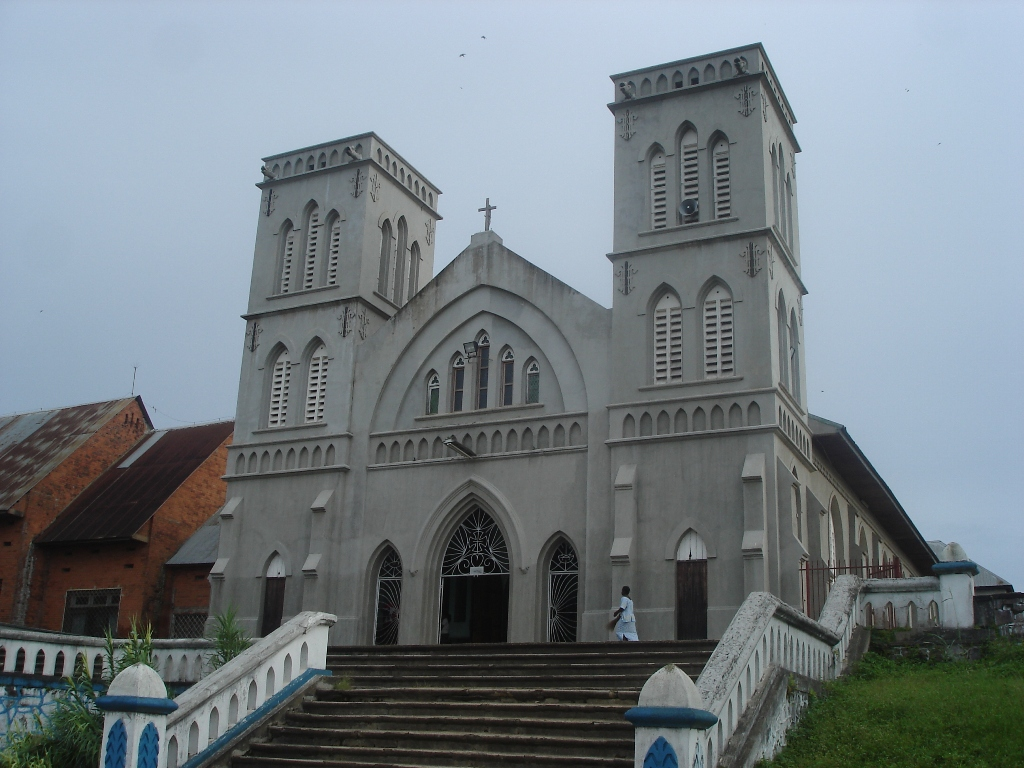
La cathédrale Notre-Dame du Très Saint Rosaire de Kisangani.

Le culte catholique de Kisangani peut être pratiqué à la cathédrale Notre-Dame-du-Très-Saint-Rosaire de Kisangani, siège de l'archidiocèse de Kisangani.
Le culte protestant de Kisangani comprend plusieurs Églises :
- le culte Néo Apostolique ;
- l'Église kimbanguiste (Église d'institution africaine) ;
- la Communauté baptiste du Congo de l'Alliance baptiste mondiale ;
- les Témoins de Jehovah ;
- l'Assemblées de Dieu ;
- la Province de l'Église anglicane du Congo de la Communion anglicane ;
- la Communauté Presbytérienne au Congo de la Communion mondiale d'Églises réformées[17].
- L'Église Cité de Refuge;

Le culte musulman est également pratiqué dans des mosquées.

## Économie
La situation hydrographique de Kisangani, à la confluence des rivières Lindi, Tshopo et du fleuve Congo fait de la ville un carrefour du trafic fluvial entre l’est et l’ouest du pays. Une position stratégique permettant à la ville de jouer un rôle économique important pour la république démocratique du Congo. Les activités commerciales dans la ville de Kisangani sont exercés par les Nande venus du Nord-Kivu, qui constituent une classe des riches de la ville.
L'économie locale est essentiellement fondée sur des activités du secteur primaire.

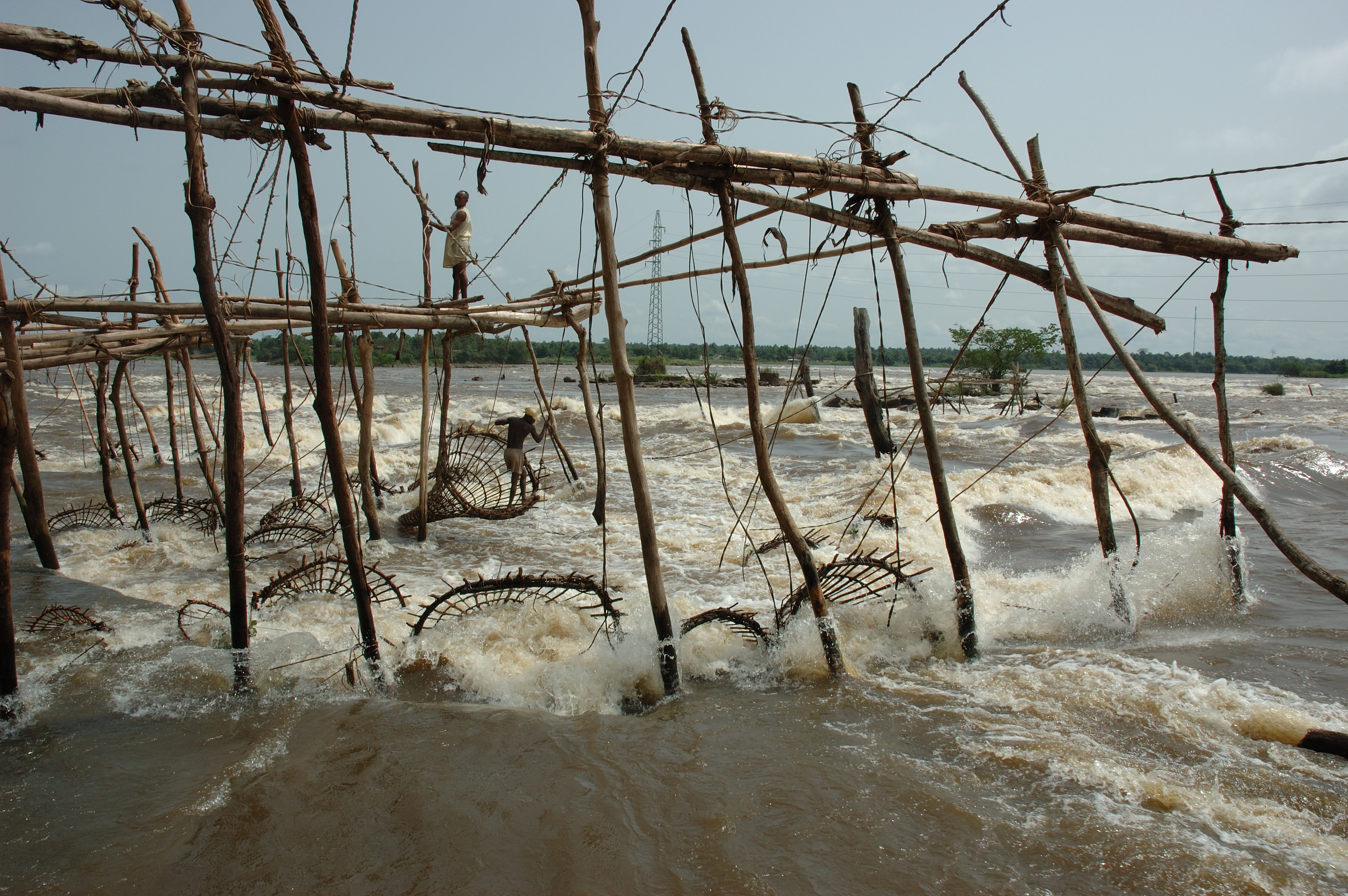
Pêcheurs wagenia dans les chutes Boyoma de Kisangani.

La ville est située à proximité de mines de diamants essentiellement exploitées par la société minière de Bakwanga. La convoitise de ces mines est l'une des causes de la Guerre des six jours en 2000 qui provoqua plus de 4.000 morts. Le cinéaste congolais Dieudonné Hamadi né à Kisangani illustre l'injustice provoquée par cette guerre pour les mines dans son documentaire de 2020 En route pour le milliard. Dans les mines la concurrence est forte et entraîne une dévaluation de la main d’œuvre ainsi que de nombreuses situations de violence.
Une grande partie de la population dépend d'une agriculture de subsistance.
La pêche est une autre importante activité économique de la ville de Kisangani. En aval des chutes Boyoma, la communauté des Wagenia use en effet d'une technique « unique au monde » consistant à immerger de grandes nasses artisanales durant plusieurs heures. Les nasses reposent sur des échafaudages en bois et leurs manipulations requiert une importante agilité et force physique donnant leur surnom de « pêcheurs acrobates ».
La ville de Kisangani compte quelques entreprises publiques et privées.   
Parmi les entreprises publiques, on peut citer :  
- La Société Nationale d'électricité (SNEL),
- La REGIDESO: Usine de traitement d'eau,
- La Société nationale des chemins de fer du Congo (SNCC),
- La savonnerie SORGERIE (non opérationnelle)

Du côté des entreprises privées on a : 
- La brasserie et limonaderie (BRALIMA) spécialisée dans la production des produits brassicoles,
- La Société textile de Kisangani (SOTEXKI) pour la production des pagnes,
- Beltexco, une entreprise de commerce général,
- Congo Futur : commerce général[19],
- L'établissement PALOS

## Démographie
| 1950   | 1960    | 1970    | 1980    | 1990    | 2000    | 2005    | 2010    | 2015      |
| ------ | ------- | ------- | ------- | ------- | ------- | ------- | ------- | --------- |
| 38 000 | 134 000 | 235 000 | 291 000 | 400 000 | 586 000 | 709 000 | 859 000 | 1 040 000 |

| 2020      | 2021      | 2022      | - | - | - | - | - | - |
| --------- | --------- | --------- | - | - | - | - | - | - |
| 1 261 000 | 1 312 000 | 1 366 000 | - | - | - | - | - | - |

## Personnalités liées
- Koffi Olomide (né en 1956), artiste musicien congolais ;
- Georges Alula (né en 1957), entrepreneur et homme politique congolais ;
- Jean Bamanisa Saïdi, entrepreneur et homme politique congolais ;
- Dieudonné Hamadi (né en 1984) : réalisateur et documentariste congolais ;
- Pierre Kelekele Lituka (1942-2011), lutteur et catcheur ;
- Abeti Masikini  (1954-1994), auteure-compositrice, interprète et philanthrope ;
- Louis-Marie Walle Lufungula (1964 -), ancien gouverneur ;
- Dorothée Gizenga (1961-2022), personnalité politique congolaise;
- José des Chartes Menga (1974-2021[21]), journaliste, écrivain, poète, défenseur de droit humain, analyste politique
- Paulin Lendongolia Lebabonga  (29 juin 2024), Il est le créateur du slogan « Tshopo Mosala ». Il est élu au suffrage direct avec 19 voix sur un total des 19 voix;
- Faustin Linyekula Ngoy (né en 1974): danseur et chorégraphe;
- Marc-Antoine Vumilia (né en 1972): auteur, dramaturge, poète.

Mateus Kanga Londimo  (Mateus Kanga a été élu samedi 23 mars 2024, président du bureau définitif de l’assemblée provinciale de la Tshopo);

## Éducation
L'enseignement primaire, secondaire et professionnel est assuré par plusieurs écoles tant publiques que privées. On y retrouve plus de 393 écoles primaires et 267 écoles secondaires.

## Éducation de base
L'enseignement primaire, secondaire et professionnel est assuré principalement par les écoles privée et publics.
- Complexe scolaire de l'unikis
- Lycée anuarite
- Complexe scolaire le berceau
- Institut tobongisa
- Institut homme feyen
- Complexe scolaire du sacre coeur
- Collège Maele
- Complexe scolaire pere mando
- Institut saint joseph
- Complexe scolaire viens&vois
- Complexe scolaire sophia
- Complexe scolaire mukandona
- Institut du base
- Hope int scool

L'enseignement supérieur est assuré par les établissements publics ainsi que par quelques institutions privées dépendant du Ministère national ayant la charge de l'enseignement supérieur et universitaire :
L'enseignement professionnel est assuré principalement par l'Institut national de préparation professionnelle.
L'enseignement supérieur est assuré par les établissements publics ainsi que par quelques institutions privées dépendant du Ministère national ayant la charge de l'enseignement supérieur et universitaire :
- l'université de Kisangani ;
- l'institut Supérieur de Techniques Médicales de Kisangani ;
- l'institut supérieur de commerce de Kisangani ;
- l'institut Supérieur de Bâtiment et Travaux Publics ;
- l'institut Facultaire d'Agronomie de Yangambi ;
- l'institut Supérieur Pédagogique de Kisangani ;
- l'institut supérieur d'informatique et de gestion de Kisangani ;
- l'université de Cepromad ;
- l'université Libre de Kisangani ;
- l'université Mariste du Congo ;
- l'université Technologique Internationale de Kisangani ;
- l'université catholique du Congo ;
- l'université de Likunde ;
- l'université catholique de Kisangani ;
- l'Institut Supérieur de Technique Médical de Kisangani "ISTM"
- Institut supérieur de commerce de Kisangani.

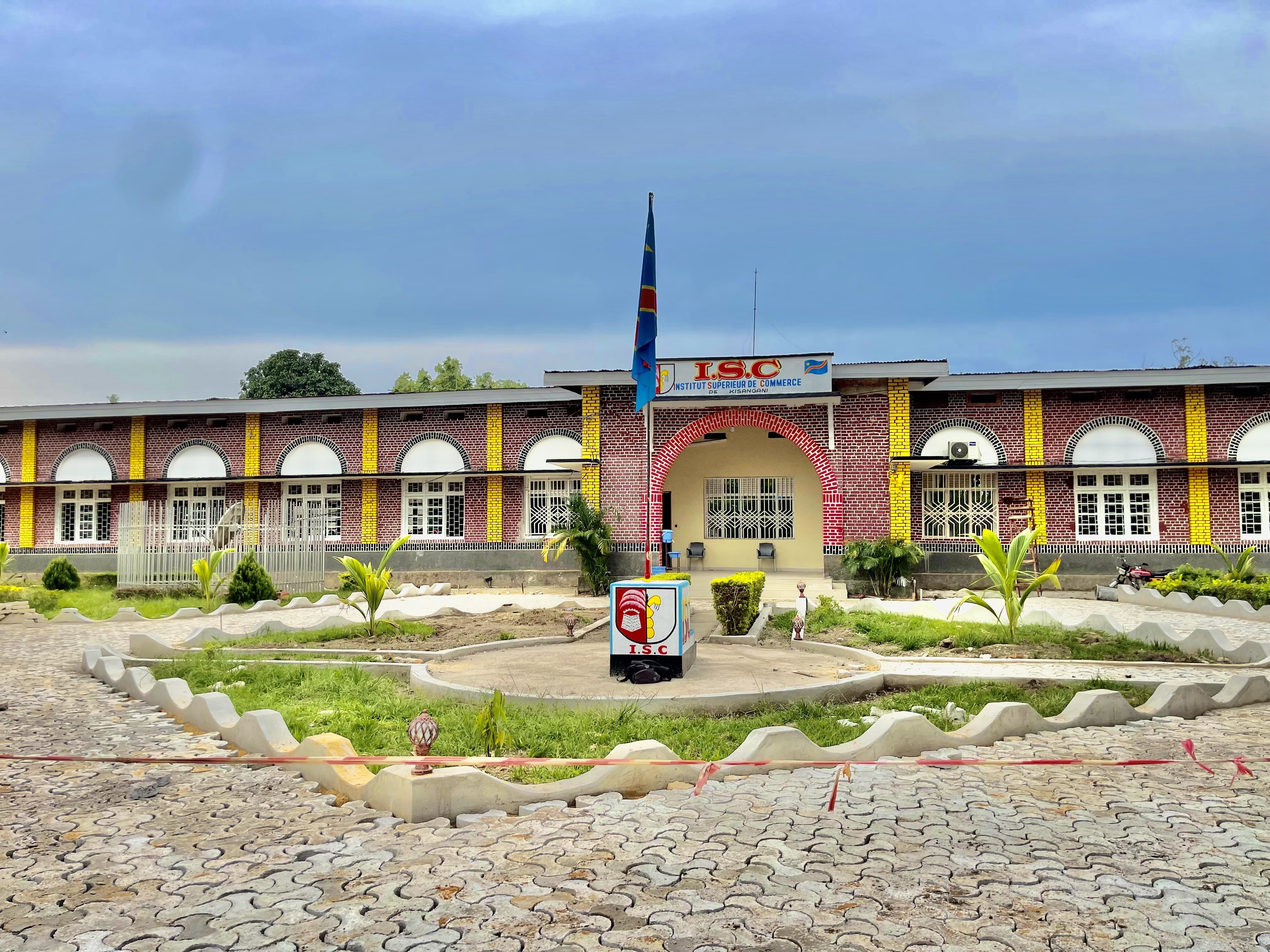

## Transports

### Transports aériens
La ville dispose de deux aéroports. Le plus ancien, l'aéroport de Kisangani-Simisini situé à l'ouest de la ville, est désormais réservé aux vols militaires. Le second est l'aéroport international de Kisangani Bangoka, situé à une vingtaine de kilomètres à l'est de la ville et assurant l'essentiel du trafic notamment de la mission de l'Organisation des Nations unies en république démocratique du Congo en hélicoptères et avions.
- Congo airways
- CAA = Compagnie Africaine D'aviation

### Transport ferroviaire
La ville est le point de départ de la ligne ferroviaire reliant Kisangani à Ubundu. La gare de la ville est située sur la rive gauche du fleuve Congo. Le réseau ferroviaire est géré par la Société nationale des chemins de fer du Congo.

### Transports fluviaux

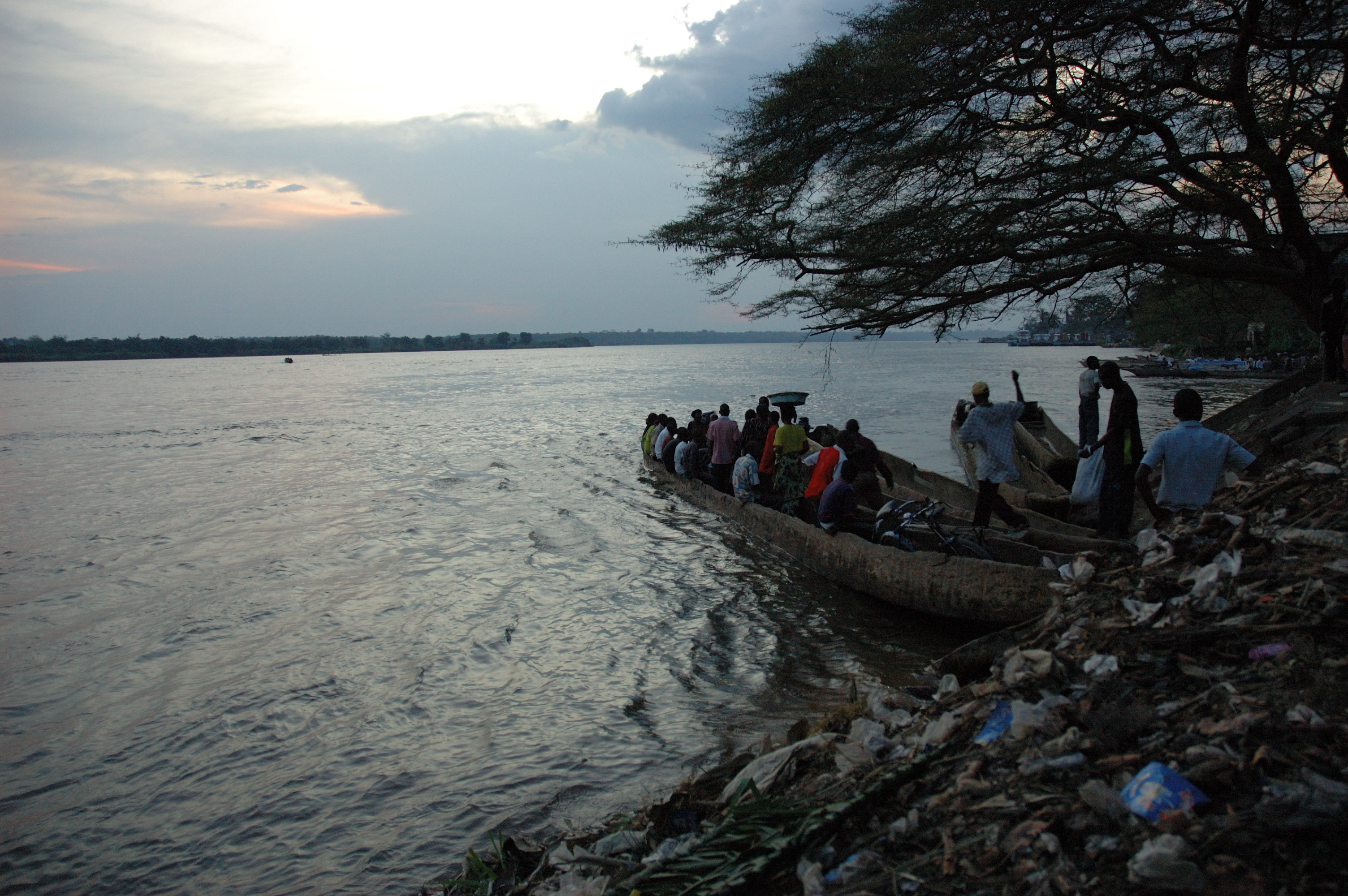
Navetteurs sur le fleuve Congo, rive droite de Kisangani, 2007.

Les bateaux constituent les seuls moyens de transport permettant de relier les deux parties de la ville séparées par le fleuve Congo. Des bacs, baleinières et pirogues servent donc à la navigation sur le fleuve Congo mais aussi sur la rivière Tshopo, et Lindi.
- bateaux
- pirogue

### Transports routiers
La route Transafricaine 8 Lagos-Mombasa passe par Kisangani.

Des transports en commun en motos et taxis ainsi que des vélos-taxis appelés toleka permettent d'effectuer des déplacements intra-urbains.

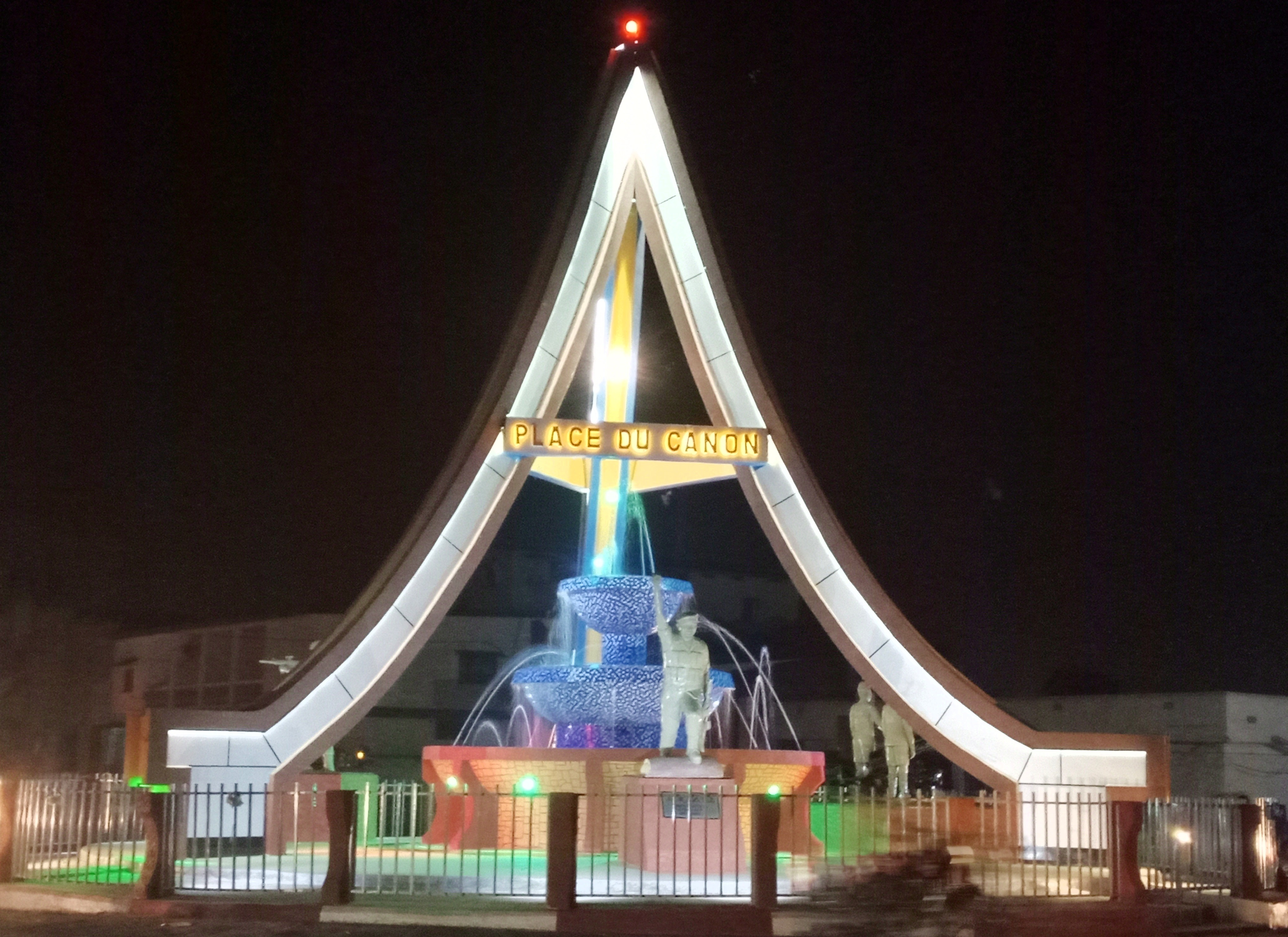
Rond-point du canon Kisangani.

## Médias
La ville de Kisangani possède une dizaine de chaînes de radio (dont six possèdent également une chaîne de télévision) et quelques journaux écrits.
| No | Nom de la chaîne                                   | Radio (fréquence) | TV (fréquence) |
| -- | -------------------------------------------------- | ----------------- | -------------- |
| 1  | Radio télévision nationale congolaise              | (103,0 Mgrz)      | OK (..?..Mgrz) |
| 2  | Radio télévision amani                             | (100,0 FM)        | OK (..?..Mgrz) |
| 3  | Radio Télévision Numérique Boyoma                  | (88,6 FM)         | OK (..?..Mgrz) |
| 4  | Canal Orient                                       | (89,0 FM)         | OK (..?..Mgrz) |
| 5  | Radio Okapi                                        | 94,8 FM           | Croix          |
| 6  | Oped FM                                            | 104,2 FM          | Croix          |
| 7  | Radio Télé Kintwadi                                | 93.3 FM           |                |
| 8  | Radio Flambeau de l'orient                         | 94,3 FM           |                |
| 9  | Radio Télé pour le Développement Intégral          | (91,0 FM)         | OK (..?..Mgrz) |
| 10 | Nuru FM (Église cité de réfuge) (89,4 Mgrz)        | 89,4 FM           | OK             |
| 11 | Radio ECC                                          | 95,5 FM           |                |
| 12 | Radio télévision force des médias                  | 102,4 FM          | 232,5 Mgrz     |
| 13 | CCTV-Radio Liberté Kisangani                       | 105,6 Mghz        |                |
| 12 | Radio de 3 anges 107,0 FM                          |                   |                |
| 13 | Radio communautaire Mwangaza 99,0 FM               |                   |                |
| 14 | Radio Maria 107,6 FM                               |                   |                |
| 15 | Radio canal Hébron 93,0 FM                         |                   |                |
| 16 | Radio Réseau céleste du message de l'heure 98,1 FM |                   |                |

## Sport
L'Entente urbaine de football de Kisangani s'occupe des matchs de football à Kisangani. Les plus grandes équipes de football de la ville sont : TS Malekesa, AS Nika et CS Makiso. A côté de ces trois grands clubs s'ajoute le football club Dynamique, qui également prenne part à la Linafoot Ligue 2.
La ville dispose d'un seul stade connu sous le nom de Stade Lumumba. Quelques autres terrains peuvent toutefois abriter des rencontres, comme le Terrain de l'Athénée Royal de Kisangani dans la commune Makiso, le Terrain de la Révolution à Kabondo, le Terrain de Molunge à Mangobo,le Terrain Amical à Tshopo, le Terrain de Faculté de Psychologie aux alentours de l'Université de Kisangani.
Outre le football, on trouve aussi à Kisangani des pratiques du basket-ball, du volley-ball, du tennis ou encore des arts martiaux tels que le Karaté, la Boxe, le Judo et tant d'autres, sans souci d'exhaustivité. Au côté de l'entente urbaine de football de Kisangani, nous trouvons également la ligue de football de la province de la Tshopo. Cette ligue est constituée des ententes de l'Ituri, de Bas-Uélé, Haut-Uélé et Tshopo.

## Dans l’art
- La villa Régina à Kisangani, dans ce qui fut le quartier européen, a servi de décor au film L'Odyssée de l'African Queen sorti en 1951. Elle est toujours visible mais est aujourd'hui en ruine[23].

- Le roman de l'écrivain V. S. Naipaul À la courbe du fleuve (titre original : A Bend in the River) pourrait être une description de Kisangani, sans que jamais l'auteur ne nomme la ville[24].

- Le film documentaire de 2021 En route pour le milliard du cinéaste natif de Kisangani Dieudo Hamadi montre le combat de l'association des victimes de la Guerre des Six Jours de Kisangani pour l'indemnisation et la reconnaissance des victimes de la guerre auprès du gouvernement à Kinshasa.

### Filmographie
- Nos paras sautent sur Stanleyville - 24 novembre 1964 : RTBF série Ce jour-là 1re diffusion 23 août 2003. Réalisateur : Michel Mees ; Producteur : Renaud Gilles ; Journaliste : Bernard Balteau[26].

- Stanleyville '64 (l'évacuation des Belges en novembre 1964). Série Les Années belges, RTBF 25 février 1997.
- Little Miss Nobody (novembre 2014). Coproduction RTBF-Films de la Passerelle. Documentaire de Bernard Balteau. 50 ans après le massacre des otages en novembre 1964, Brigitte Peneff, rescapée miraculeuse, revient pour la première fois au Congo, dans sa ville natale (Stanleyville/Kisangani). Hommage aux victimes belges et congolaises. Interview du chef des rebelles.
- Les larmes de Stanleyville- Décembre 2014: Documentaire de Donatien Aliana Alipanagana.
- Mordene i Kongo film norvégien de 2018